# 比绍弗罗德
比绍弗罗德（德語：Bischofferode，發音：[bɪʃɔfəˈʁoːdə]）是德国图林根州艾希斯费尔德县曾经的一个市镇，面积12.21平方千米，2014年1月4日人口为2,085人。2010年12月1日，比绍弗罗德与另外2个市镇合并为新市镇阿姆奥姆贝格。